# Kárász Róbert
Kárász Róbert (Szigetvár, 1969. november 1. – ) a Duna Médiaszolgáltató kreatív igazgatója (Tartalomfejlesztésért Felelős Igazgatóság).

## Életpályája
Pécsen járt középiskolába a Zrínyi Miklós Kereskedelmi és Közgazdasági Szakközépiskolába. Ezután elvégezte a MÚOSZ Bálint György Újságíró Iskolát és a Csokonai Vitéz Mihály Tanítóképző Főiskola és Egyetem hallgatója volt.

### Munkahelyei
- Magyar Rádió szerkesztő-műsorvezető
- Pécs TV műsorvezető
- Magyar Televízió szerkesztő-műsorvezető
- RTL Klub riporter
- 2016. áprilisáig TV2: MOKKA – műsorvezető, 10! – producer, Pokerstars.hu – producer[1]
- 2017. februárjától 2022. októberéig az ATV műsorvezetője.[1]
- 2023. január 1-jétől a Duna Médiaszolgáltató tartalomfejlesztésért felelős igazgatója (kreatív igazgatója)[2]

### ATV-től való távozása
Az ATV műsorvezetőjeként vendégül látta Baranyi Krisztina ferencvárosi polgármestert a Szigorlat című rovatban, amelyben Baranyi nem volt hajlandó válaszolni az őt kérdező Szalai Szilárdnak a korábban őt állati szexualitással alázó PestiSrácok.hu riporterének. Az élő adásban Kárász megismételte Szalai kérdéseit, így Baranyi végül neki válaszolt, amit a sajtó felkapott. Kárász azt nyilatkozta utána, hogy Baranyi tudta, hogy kivel lesz egy műsorban, így azt előtte visszautasíthatta volna, de Baranyi állította, hogy nem volt erről tudomása, csak az adás előtt közvetlenül szembesült a körülményekkel. Baranyi hazugnak nevezte Kárászt, amit az ATV vezetősége elismert, (később Szalai is megerősítette Baranyi igazát). Kárász ekkor már a felmondási idejét töltötte a televíziónál, de az ügy miatt azonnal távozott. Korábban kritikák érték amiatt, hogy a kormány iránt elfogultan vezetett műsort, vagy a fideszes Megafon Központ propagandistáival szimpatizál. A Fogadj Örökbe Egy Macit Alapítvány kormánytámogatásai miatt is több kritika érte (ennek ő az elnöke), a 24.hu 2022-es cikke ellen pert is indított, amit elveszített. Az ATV-től is azért távozott közös megegyezéssel, mert a jótékonysági, alapítványi munkáját már nem tudta összeegyeztetni a televíziózással, a két munkakörrel együtt járó feladatok nézetbeli különbséget okoztak az ATV szerint.
Amikor szárnyra kapott a hír, hogy a közmédiához távozik, előbb cáfolták, majd mégis kiderült, hogy igaz, amit a Duna Médiaszolgáltató Hirado.hu-n tett közzé, olyan módon, hogy közben az ellenzéki médiát hosszan ekézte, kiemelve benne az MTVA-tól való függetlenségét. Felmerülhet, hogy nem alkalmas arra, hogy pártatlanul, a politikai és világnézeti semlegesség alapján lássa el feladatát.

## Díjai, elismerései
- Csengery Antal-díj (2018) [9][10]